# Oakland Raiders 2001
La stagione 2001 degli Oakland Raiders è stata la 32ª della franchigia nella National Football League, la 42ª complessiva. Prima dell'inizio della stagione, la squadra acquisì il wide receiver Jerry Rice come free agent. Questi continuò ad eccellere con la nuova maglia, ricevendo 83 passaggi per 1.139 yard e 9 touchdown. Il club terminò con un record di 10–6, conquistando il titolo di division per il secondo anno consecutivo. Nel primo turno batté i Jets dopo di che perse contro i Patriots futuri vincitori del Super Bowl, in una gara dal finale controverso divenuta nota come Tuck Rule Game.
Questa fu l'ultima stagione di Jon Gruden come capo-allenatore della squadra fino al suo ritorno nel 2018. Gruden passò ai Tampa Bay Buccaneers (che per averlo cedettero ai Raiders una scelta del primo giro del draft). I due club si sarebbero incontrati nel Super Bowl dell'anno seguente, con la netta vittoria di Gruden e i Bucs.

## Scelte nel Draft 2001
| Scelte dei Raiders nel Draft 2001 |        |                    |       |                  |
| Giro                              | Scelta | Giocatore          | Ruolo | College          |
| 1                                 | 28     | Derrick Gibson     | SS    | Florida State    |
| 2                                 | 59     | Marques Tuiasosopo | QB    | Washington       |
| 3                                 | 89     | DeLawrence Grant   | LB    | Oregon State     |
| 5                                 | 158    | Ray Perryman       | SS    | Northern Arizona |
| 5                                 | 168    | Chris Cooper       | DT    | Nebraska–Omaha   |
| 7                                 | 228    | Derek Combs        | CB    | Ohio State       |
| 7                                 | 229    | Ken-Yon Rambo      | WR    | Ohio State       |

## Calendario
| Stagione regolare |                        |                    |
| Turno             | Avversario             | Risultato          |
| 1                 | at Kansas City Chiefs  | V 27–24            |
| 2                 | at Miami Dolphins      | S 18–15            |
| 3                 | Seattle Seahawks       | V 38–14            |
| 4                 | Dallas Cowboys         | V 28–21            |
| 5                 | at Indianapolis Colts  | V 23–18            |
| 6                 | Settimana di pausa     | Settimana di pausa |
| 7                 | at Philadelphia Eagles | V 20–10            |
| 8                 | Denver Broncos         | V 38–28            |
| 9                 | at Seattle Seahawks    | S 34–27            |
| 10                | San Diego Chargers     | V 34–24            |
| 11                | at New York Giants     | V 28–10            |
| 12                | Arizona Cardinals      | S 34–31            |
| 13                | Kansas City Chiefs     | V 28–26            |
| 14                | at San Diego Chargers  | V 13–6             |
| 15                | Tennessee Titans       | S 13–10            |
| 16                | at Denver Broncos      | S 23–17            |
| 17                | New York Jets          | S 24–22            |

## Classifiche
| AFC West Division   |    |    |   |      |     |     |     |
|                     | V  | S  | P | %    | PF  | PS  | STR |
| (3) Oakland Raiders | 10 | 6  | 0 | .625 | 399 | 327 | S3  |
| Seattle Seahawks    | 9  | 7  | 0 | .563 | 301 | 324 | V2  |
| Denver Broncos      | 8  | 8  | 0 | .500 | 340 | 339 | S1  |
| Kansas City Chiefs  | 6  | 10 | 0 | .375 | 320 | 344 | S1  |
| San Diego Chargers  | 5  | 11 | 0 | .313 | 332 | 321 | S9  |